# یواس‌اس چیکاپی (ای‌او-۳۴)
یواس‌اس چیکاپی (ای‌او-۳۴) (به انگلیسی: USS Chicopee (AO-34)) یک کشتی بود که طول آن ۵۲۰ فوت (۱۶۰ متر) بود. این کشتی در سال ۱۹۴۱ ساخته شد.